# T1100
T1100は1985年に東芝が欧州・米国向けに発売したラップトップパソコン。東芝の発表資料では「世界初のラップトップPC」と説明されている。ハードウェアとしてはIBM PCデスクトップと互換性があり、3.5インチフロッピーディスクドライブを搭載し、CPUにIntel 80C88（4.77MHz駆動）を搭載している。モノクロ液晶ディスプレイによる80字×25行のテキスト表示と640×200ピクセルのグラフィック表示をサポートする。
2012年に日本の情報処理学会より2011年度情報処理技術遺産の認定、2013年にIEEEより「ラップトップパソコンの開発における先駆的貢献 (A Pioneering Contribution to the Development of Laptop PC)」としてIEEEマイルストーンの認定を受けた。

## 開発
既に東芝は1981年10月に米国で「T200」、日本では「パソピア」として自社ブランドのパソコンを販売していたが、パソコン事業としては競合他社に大きく後れを取っていた。一時は米国から事業を撤退させる方針が決まっていたが、幡谷紀一（当時、国際事業部電子機器部長）が東芝・青梅工場と上層部を説得し、米国では自社ブランドをやめてOEMで事業を存続することになった。幡谷は米国でOEM締結先を探し回っている中、IBM互換の折りたたみで机に置けるような小さなパソコンというコンセプトを思いついた。
1983年秋にT1100の基本構想が提案され、溝口哲也（当時、青梅工場OA機器部長）をリーダーとする開発チームが立ち上がった。機能を盛り込むよりもラップトップを開発することが最優先であったため、設計は意匠デザインを先行させ、それに合わせて実装設計を行うという手法がとられた。決定したデザインでは平面ディスプレイを使用することが確定していたが、当時はパソコンに本格的に採用されている例がなかった。T1100はモノクロ液晶ディスプレイを採用することにした。それと並行して、松下電子工業と共同で目に優しい長波長の橙色プラズマディスプレイを開発し、こちらは後継機のT3100に搭載された。
サンプルを完成させて大手互換機メーカー（企業名は非公開）とOEM契約を結び、量産に向けた準備が進められていた中、1984年6月頃に突如OEM契約がキャンセルされる。社内での議論の末、米国で自社ブランドを復活させる運びとなった。
T1100は3.5インチフロッピードライブを搭載していたが、当時のソフトウェアは5.25インチフロッピーディスクが主流であったため、ソフトウェアメーカーへの働きかけも行われた。西田厚聰が中心となって1-2-3の開発元であるロータス本社やdBASEの開発元であるアシュトンテイトを訪れて交渉を重ね、3.5インチメディアの発売を促した。

## 反響と次の開発
1985年1月から行われた3000台のテスト販売は完売した。1985年4月にハノーファー・メッセ・トレード・フェアでT1100が発表され、まもなくドイツを中心に販売が開始された。T1100は1985年末までに1万台を売り上げた。
テスト販売を終えた頃にはIBM PC/ATが勢いを付け始めていたため、開発チームはすぐに次の機種「PC/AT互換のラップトップ機」の開発に取りかかった。これがT3100の開発に繋がった。

## 派生機種
- T1100 Plus - 1986年6月にT1100の後継、T3100の下位機種として発売。Intel 80C86を搭載し、7.16Mhz駆動モードを追加。
- Electronika MC 1504（ロシア語版） (Электроника МС 1504) - ソビエト連邦科学生産連合によって製造されたT1100 Plusの非ライセンスコピー品。

## 競合製品
- Data General/One
- IBM PCコンバーティブル